# Équipe de Belgique des moins de 19 ans de football
Cet article traite de l'équipe masculine. Pour l'équipe féminine, voir Équipe de Belgique féminine de football des moins de 19 ans.
Maillots
L'équipe de Belgique de football des moins de 19 ans, abrégée en U19, est constituée par une sélection des meilleurs joueurs belges de 19 ans ou moins sous l'égide de la Royal Belgian Football Association (RBFA).
L'UEFA organise chaque année un Championnat d’Europe pour les équipes des moins de 19 ans. Les U19 doivent passer par deux tours qualificatifs pour accéder à ce tournoi. Après un premier tour qualificatif, ils sont en lice pour le Tour Élite qui donne accès à la phase finale. Lors des années impaires, l'Euro U19 est également qualificatif pour la Coupe du monde des moins de 20 ans, organisée par la FIFA.
L'âge limite pour jouer en U19 est de 19 ans à la date du début de la phase finale d'un Championnat d'Europe.

## Histoire
Les juniors UEFA disputent le Championnat d'Europe juniors dès 1948 et les Belges s'y distinguent d'ailleurs en 1948, 1949 et 1951 (trois fois 3e), en 1952 (finalistes, face à l'Espagne à Barcelone, après un partage 0-0  mais perdue à la différence de buts) et en 1977 (vainqueurs à Bruxelles face à la Bulgarie).
De 1981 à 2001, le Championnat d'Europe est destiné aux moins de 18 ans et cette sélection cède temporairement la place à une équipe plus jeune, celle des moins de 18 ans.

## Résultats de l'équipe de Belgique des moins de 19 ans

### Palmarès
- Championnat d'Europe junior, puis moins de 18 ans, puis U19 (1)[a] :
  -  Vainqueur : 1977
  -  Finaliste : 1952
  -  Troisième : 1948, 1949 et 1951[b]

### Parcours en Championnat d'Europe des moins de 19 ans

#### Tournoi juniors FIFA (1948-1954)
| - 1948 : Demi-finale (3e) - 1949 : Demi-finale (3e) - 1950 : Non qualifiée - 1951 : Demi-finale (3e) |  | - 1952 : Finale (2e) - 1953 : Huitième de finale - 1954 : Phase de groupes |

#### Tournoi juniors UEFA (1955-1980)
| - 1955 : Phase de groupes - 1956 : Phase de groupes - 1957 : Phase de groupes - 1958 : Phase de groupes - 1959 : Non qualifiée - 1960 : Phase de groupes |  | - 1961 : Phase de groupes - 1962 : Phase de groupes - 1963 : Phase de groupes - 1964 : Phase de groupes - 1965 : Phase de groupes |  | - 1966 : Non qualifiée - 1967 : Phase de groupes - 1968 : Phase de groupes - 1969 : Non qualifiée - 1970 : Phase de groupes |  | - 1971 : Phase de groupes - 1972 : Phase de groupes - 1973 : Phase de groupes - 1974 : Non qualifiée - 1975 : Non qualifiée |  | - 1976 : Non qualifiée - 1977 : Vainqueur - 1978 : Phase de groupes - 1979 : Phase de groupes - 1980 : Non qualifiée |

#### Moins de 18 ans (1981-2001)
| - 1981 : Phase de groupes - 1982 : Phase de groupes - 1983 : Phase de groupes - 1984 : Non qualifiée - 1986 : Quart de finale |  | - 1988 : Non qualifiée - 1990 : Quart de finale - 1992 : Non qualifiée - 1993 : Non qualifiée |  | - 1994 : Non qualifiée - 1995 : Non qualifiée - 1996 : Demi-finale (4e) - 1997 : Non qualifiée |  | - 1998 : Non qualifiée - 1999 : Non qualifiée - 2000 : Non qualifiée - 2001 : Phase de groupes |

#### Moins de 19 ans (depuis 2002)
| 2002  | Phase de groupes                                      | 4/4                                                   | 3                                                     | 0                                                     | 1                                                     | 2                                                     | 3                                                     | 5                                                     | 1/4    | 6      | 3      | 1      | 2      | 10     | 5      | -             | 2             | 2             | 0             | 0             | 6             | 2             |
| 2003  | Non qualifiée                                         | Non qualifiée                                         | Non qualifiée                                         | Non qualifiée                                         | Non qualifiée                                         | Non qualifiée                                         | Non qualifiée                                         | Non qualifiée                                         | 2/4    | 3      | 2      | 0      | 1      | 4      | 2      | 2/4           | 3             | 1             | 2             | 0             | 3             | 2             |
| 2004  | Phase de groupes                                      | 4/4                                                   | 3                                                     | 0                                                     | 1                                                     | 2                                                     | 0                                                     | 6                                                     | 1/4    | 3      | 3      | 0      | 0      | 9      | 1      | 1/4           | 3             | 3             | 0             | 0             | 3             | 0             |
| 2005  | Non qualifiée                                         | Non qualifiée                                         | Non qualifiée                                         | Non qualifiée                                         | Non qualifiée                                         | Non qualifiée                                         | Non qualifiée                                         | Non qualifiée                                         | 1/4    | 3      | 2      | 1      | 0      | 8      | 2      | 2/4           | 3             | 2             | 0             | 1             | 6             | 2             |
| 2006  | Phase de groupes                                      | 4/4                                                   | 3                                                     | 1                                                     | 0                                                     | 2                                                     | 6                                                     | 10                                                    | 2/4    | 3      | 2      | 0      | 1      | 8      | 2      | 1/4           | 3             | 2             | 1             | 0             | 6             | 4             |
| 2007  | Non qualifiée                                         | Non qualifiée                                         | Non qualifiée                                         | Non qualifiée                                         | Non qualifiée                                         | Non qualifiée                                         | Non qualifiée                                         | Non qualifiée                                         | 3/4    | 3      | 1      | 0      | 2      | 8      | 9      | Non qualifiée | Non qualifiée | Non qualifiée | Non qualifiée | Non qualifiée | Non qualifiée | Non qualifiée |
| 2008  | Non qualifiée                                         | Non qualifiée                                         | Non qualifiée                                         | Non qualifiée                                         | Non qualifiée                                         | Non qualifiée                                         | Non qualifiée                                         | Non qualifiée                                         | 3/4    | 3      | 1      | 0      | 2      | 6      | 6      | Non qualifiée | Non qualifiée | Non qualifiée | Non qualifiée | Non qualifiée | Non qualifiée | Non qualifiée |
| 2009  | Non qualifiée                                         | Non qualifiée                                         | Non qualifiée                                         | Non qualifiée                                         | Non qualifiée                                         | Non qualifiée                                         | Non qualifiée                                         | Non qualifiée                                         | 1/4    | 3      | 2      | 1      | 0      | 9      | 3      | 2/4           | 3             | 2             | 1             | 0             | 7             | 1             |
| 2010  | Non qualifiée                                         | Non qualifiée                                         | Non qualifiée                                         | Non qualifiée                                         | Non qualifiée                                         | Non qualifiée                                         | Non qualifiée                                         | Non qualifiée                                         | 2/4    | 3      | 2      | 0      | 1      | 10     | 4      | 2/4           | 3             | 2             | 0             | 1             | 7             | 4             |
| 2011  | Phase de groupes                                      | 4/4                                                   | 3                                                     | 0                                                     | 2                                                     | 1                                                     | 3                                                     | 6                                                     | 1/4    | 3      | 3      | 0      | 0      | 8      | 2      | 1/4           | 3             | 2             | 1             | 0             | 4             | 2             |
| 2012  | Non qualifiée                                         | Non qualifiée                                         | Non qualifiée                                         | Non qualifiée                                         | Non qualifiée                                         | Non qualifiée                                         | Non qualifiée                                         | Non qualifiée                                         | 1/4    | 3      | 2      | 1      | 0      | 6      | 1      | 3/4           | 3             | 0             | 1             | 2             | 3             | 5             |
| 2013  | Non qualifiée                                         | Non qualifiée                                         | Non qualifiée                                         | Non qualifiée                                         | Non qualifiée                                         | Non qualifiée                                         | Non qualifiée                                         | Non qualifiée                                         | 1/4    | 3      | 2      | 0      | 1      | 4      | 4      | 3/4           | 3             | 0             | 2             | 1             | 3             | 5             |
| 2014  | Non qualifiée                                         | Non qualifiée                                         | Non qualifiée                                         | Non qualifiée                                         | Non qualifiée                                         | Non qualifiée                                         | Non qualifiée                                         | Non qualifiée                                         | 1/4    | 3      | 2      | 1      | 0      | 6      | 2      | 3/4           | 3             | 1             | 1             | 1             | 7             | 6             |
| 2015  | Non qualifiée                                         | Non qualifiée                                         | Non qualifiée                                         | Non qualifiée                                         | Non qualifiée                                         | Non qualifiée                                         | Non qualifiée                                         | Non qualifiée                                         | 2/4    | 3      | 2      | 0      | 1      | 9      | 6      | 2/4           | 3             | 1             | 1             | 1             | 4             | 3             |
| 2016  | Non qualifiée                                         | Non qualifiée                                         | Non qualifiée                                         | Non qualifiée                                         | Non qualifiée                                         | Non qualifiée                                         | Non qualifiée                                         | Non qualifiée                                         | 1/4    | 3      | 2      | 1      | 0      | 13     | 2      | 2/4           | 3             | 2             | 0             | 1             | 3             | 4             |
| 2017  | Non qualifiée                                         | Non qualifiée                                         | Non qualifiée                                         | Non qualifiée                                         | Non qualifiée                                         | Non qualifiée                                         | Non qualifiée                                         | Non qualifiée                                         | 1/4    | 3      | 1      | 2      | 0      | 9      | 4      | 3/4           | 3             | 1             | 1             | 1             | 3             | 3             |
| 2018  | Non qualifiée                                         | Non qualifiée                                         | Non qualifiée                                         | Non qualifiée                                         | Non qualifiée                                         | Non qualifiée                                         | Non qualifiée                                         | Non qualifiée                                         | 2/4    | 3      | 2      | 0      | 1      | 9      | 5      | 3/4           | 3             | 1             | 0             | 2             | 4             | 6             |
| 2019  | Non qualifiée                                         | Non qualifiée                                         | Non qualifiée                                         | Non qualifiée                                         | Non qualifiée                                         | Non qualifiée                                         | Non qualifiée                                         | Non qualifiée                                         | 2/4    | 3      | 1      | 2      | 0      | 8      | 3      | 3/4           | 3             | 1             | 1             | 1             | 6             | 7             |
| 2020  | Annulé en raison de la pandémie de Covid-19 en Europe | Annulé en raison de la pandémie de Covid-19 en Europe | Annulé en raison de la pandémie de Covid-19 en Europe | Annulé en raison de la pandémie de Covid-19 en Europe | Annulé en raison de la pandémie de Covid-19 en Europe | Annulé en raison de la pandémie de Covid-19 en Europe | Annulé en raison de la pandémie de Covid-19 en Europe | Annulé en raison de la pandémie de Covid-19 en Europe | 1/4    | 3      | 3      | 0      | 0      | 6      | 1      | Annulé        | Annulé        | Annulé        | Annulé        | Annulé        | Annulé        | Annulé        |
| 2021  | Annulé en raison de la pandémie de Covid-19 en Europe | Annulé en raison de la pandémie de Covid-19 en Europe | Annulé en raison de la pandémie de Covid-19 en Europe | Annulé en raison de la pandémie de Covid-19 en Europe | Annulé en raison de la pandémie de Covid-19 en Europe | Annulé en raison de la pandémie de Covid-19 en Europe | Annulé en raison de la pandémie de Covid-19 en Europe | Annulé en raison de la pandémie de Covid-19 en Europe | Annulé | Annulé | Annulé | Annulé | Annulé | Annulé | Annulé | Annulé        | Annulé        | Annulé        | Annulé        | Annulé        | Annulé        | Annulé        |
| 2022  | Non qualifiée                                         | Non qualifiée                                         | Non qualifiée                                         | Non qualifiée                                         | Non qualifiée                                         | Non qualifiée                                         | Non qualifiée                                         | Non qualifiée                                         | 1/4    | 3      | 2      | 1      | 0      | 12     | 4      | 2/4           | 3             | 1             | 1             | 1             | 5             | 5             |
| 2023  | Non qualifiée                                         | Non qualifiée                                         | Non qualifiée                                         | Non qualifiée                                         | Non qualifiée                                         | Non qualifiée                                         | Non qualifiée                                         | Non qualifiée                                         | 2/4    | 2      | 1      | 1      | 0      | 3      | 1      | 3/4           | 3             | 0             | 3             | 0             | 3             | 3             |
| 2024  | Non qualifiée                                         | Non qualifiée                                         | Non qualifiée                                         | Non qualifiée                                         | Non qualifiée                                         | Non qualifiée                                         | Non qualifiée                                         | Non qualifiée                                         | 1/4    | 3      | 2      | 1      | 0      | 4      | 1      | 2/4           | 3             | 2             | 0             | 1             | 5             | 4             |
| 2025  | Non qualifiée                                         | Non qualifiée                                         | Non qualifiée                                         | Non qualifiée                                         | Non qualifiée                                         | Non qualifiée                                         | Non qualifiée                                         | Non qualifiée                                         | 2/4    | 3      | 1      | 2      | 0      | 5      | 2      | 3/4           | 3             | 1             | 1             | 1             | 4             | 5             |
| 2026  |                                                       |                                                       |                                                       |                                                       |                                                       |                                                       |                                                       |                                                       |        |        |        |        |        |        |        |               |               |               |               |               |               |               |
| 2027  |                                                       |                                                       |                                                       |                                                       |                                                       |                                                       |                                                       |                                                       |        |        |        |        |        |        |        |               |               |               |               |               |               |               |
| Total | 4/21                                                  |                                                       | 12                                                    | 1                                                     | 4                                                     | 7                                                     | 12                                                    | 27                                                    |        | 71     | 44     | 15     | 12     | 174    | 72     |               | 59            | 27            | 17            | 15            | 92            | 73            |

## Joueurs emblématiques

### Joueurs les plus capés et meilleurs buteurs
| #  | Joueurs                | Période   | Capes | Buts |
| -- | ---------------------- | --------- | ----- | ---- |
| 1. | Glenn Verbauwhede      | 2002–2004 | 26    | 0    |
| 2. | Timothy Derijck        | 2004–2006 | 24    | 8    |
| 3. | Marc Wuyts             | 1984–1987 | 23    | 3    |
| 3. | Thorgan Hazard         | 2010–2012 | 23    | 10   |
| 5. | Carl Cornelissen       | 1975–1977 | 22    | 4    |
| 5. | Tom Pietermaat (nl)    | 2010–2011 | 22    | 0    |
| 5. | Dino Arslanagić        | 2010–2012 | 22    | 3    |
| 8. | Hannes Van der Bruggen | 2010–2012 | 21    | 4    |
| 9. | Yves Audoor            | 1984–1987 | 20    | 5    |
| 9. | Jonathan Legear        | 2004–2006 | 20    | 3    |
| 9. | Koen Casteels          | 2009–2011 | 20    | 0    |

Note : Les joueurs en gras sont encore en activité chez les U19.
| #  | Joueurs           | Période   | Buts | Capes | Moyenne |
| -- | ----------------- | --------- | ---- | ----- | ------- |
| 1. | Kevin Vandenbergh | 2000–2002 | 10   | 10    | 1       |
| 1. | Christian Benteke | 2008–2009 | 10   | 10    | 1       |
| 1. | Divock Origi      | 2012–2013 | 10   | 19    | 0.53    |
| 1. | Thorgan Hazard    | 2010–2012 | 10   | 23    | 0.43    |
| 5. | Landry Dimata     | 2014–2016 | 9    | 13    | 0.69    |
| 6. | Nill De Pauw      | 2007–2009 | 8    | 15    | 0.53    |
| 6. | Timothy Derijck   | 2004–2006 | 8    | 24    | 0.33    |
| 8. | Jürgen Cavens     | 1995–1996 | 7    | 9     | 0.78    |
| 8. | Loïs Openda       | 2018–2019 | 7    | 10    | 0.7     |
| 8. | Tuur Dierckx      | 2013–2014 | 7    | 13    | 0.54    |
| 8. | Gianni Bruno      | 2009–2010 | 7    | 14    | 0.5     |
| 8. | Ludo Coeck        | 1972–1974 | 7    | 19    | 0.37    |

Note : Les joueurs en gras sont encore en activité chez les U19.

## Effectif actuel
Voici la liste des joueurs sélectionnés pour participer au tour élite des éliminatoires du Championnat d'Europe des moins de 19 ans 2025, disputé en Serbie et au cours duquel la Belgique rencontre la Norvège, la Serbie et Israël, les 19, 22 et 25 mars.
Sélections et buts actualisés le 26 mars 2025 après la rencontre contre Israël.

### Appelés récemment
Les joueurs suivants ne font pas partie du dernier groupe appelé mais ont été retenus en équipe U19 lors des 12 derniers mois.
Les joueurs qui comportent le signe , sont blessés au moment de la dernière convocation.
Les joueurs qui comportent le signe , sont suspendus au moment de la dernière convocation.
Les joueurs qui comportent le signe , ont dépassé la limite d'âge au moment de la dernière convocation.
| Pos. | Nom                    | Date de Naissance | Sél. | Buts | Club                    | Depuis | Dernier appel                           |
| ---- | ---------------------- | ----------------- | ---- | ---- | ----------------------- | ------ | --------------------------------------- |
| ML   | Nicolas Verkooijen     | 5 décembre 2006   | 7    | 0    | Jong PSV                | 2024   | vs Angleterre -19 ans, 19 novembre 2024 |
| AT   | Saif Eddien Lazar      | 11 décembre 2006  | 5    | 0    | Jong Genk               | 2024   | vs Angleterre -19 ans, 19 novembre 2024 |
| ML   | Nathan De Cat          | 19 juillet 2008   | 4    | 0    | RSCA Futures            | 2024   | vs Angleterre -19 ans, 19 novembre 2024 |
| ML   | Kenan Haroun           | 5 juillet 2006    | 4    | 0    | Jong Genk               | 2024   | vs Angleterre -19 ans, 19 novembre 2024 |
| DF   | Jorthy Mokio           | 29 février 2008   | 3    | 0    | Jong Ajax               | 2024   | vs Angleterre -19 ans, 19 novembre 2024 |
| DF   | Davis Opoku            | 29 octobre 2007   | 0    | 0    | OH Louvain U23          | 2024   | vs Angleterre -19 ans, 19 novembre 2024 |
| DF   | Madi Monamay           | 6 avril 2006      | 8    | 0    | Jong PSV                | 2023   | vs Danemark -19 ans, 15 octobre 2024    |
| ML   | Devon De Corte         | 13 mai 2006       | 4    | 0    | RSCA Futures            | 2024   | vs Danemark -19 ans, 15 octobre 2024    |
| ML   | Noah Fernandez         | 9 janvier 2008    | 3    | 0    | PSV U19                 | 2024   | vs Danemark -19 ans, 15 octobre 2024    |
| DF   | Rafaël Teugels         | 7 juin 2006       | 2    | 0    | Zébra Élites            | 2024   | vs Danemark -19 ans, 15 octobre 2024    |
| ML   | Raphael Di Matteo      | 23 janvier 2006   | 2    | 0    | KAS Eupen               | 2024   | vs Danemark -19 ans, 15 octobre 2024    |
| ML   | Christian Kouam        | 6 avril 2006      | 2    | 0    | GC Zürich U19           | 2024   | vs Danemark -19 ans, 15 octobre 2024    |
| AT   | Trey Samuel-Ogunsuyi   | 26 décembre 2006  | 2    | 0    | Sunderland U21          | 2024   | vs Danemark -19 ans, 15 octobre 2024    |
| GB   | Théo Radelet           | 15 novembre 2007  | 0    | 0    | OH Louvain U23          | 2024   | vs Danemark -19 ans, 15 octobre 2024    |
| DF   | Ismaël Baouf           | 17 septembre 2006 | 2    | 0    | RSCA Futures            | 2023   | vs Autriche -19 ans, 10 septembre 2024  |
| ML   | Gerard Vandeplas       | 25 février 2006   | 2    | 0    | Royal Antwerp FC        | 2024   | vs Autriche -19 ans, 10 septembre 2024  |
| AT   | Luka Vereecken         | 30 mars 2006      | 2    | 0    | Young Reds              | 2024   | vs Autriche -19 ans, 10 septembre 2024  |
| ML   | Ayanda Sishuba         | 2 février 2005    | 10   | 3    | Stade rennais FC        | 2023   | vs Pays-Bas -19 ans, 26 mars 2024       |
| AT   | Matias Fernandez-Pardo | 3 février 2005    | 10   | 3    | LOSC Lille              | 2023   | vs Pays-Bas -19 ans, 26 mars 2024       |
| ML   | Arthur Piedfort        | 1er février 2005  | 10   | 1    | KVC Westerlo            | 2023   | vs Pays-Bas -19 ans, 26 mars 2024       |
| AT   | Frederic Soelle Soelle | 24 décembre 2005  | 10   | 1    | RWD Molenbeek           | 2023   | vs Pays-Bas -19 ans, 26 mars 2024       |
| ML   | Lars Montegnies        | 15 novembre 2005  | 10   | 0    | RAEC Mons               | 2023   | vs Pays-Bas -19 ans, 26 mars 2024       |
| ML   | Axl Van Himbeeck       | 8 mars 2005       | 10   | 0    | Helmond Sport           | 2023   | vs Pays-Bas -19 ans, 26 mars 2024       |
| ML   | Tristan Degreef        | 19 janvier 2005   | 9    | 2    | RSC Anderlecht          | 2023   | vs Pays-Bas -19 ans, 26 mars 2024       |
| DF   | Lucas Noubi            | 15 janvier 2005   | 9    | 1    | Standard de Liège       | 2023   | vs Pays-Bas -19 ans, 26 mars 2024       |
| GB   | Mike Penders           | 31 juillet 2005   | 7    | 0    | KRC Genk                | 2023   | vs Pays-Bas -19 ans, 26 mars 2024       |
| DF   | Vincent Burlet         | 23 août 2005      | 7    | 0    | Le Mans FC              | 2023   | vs Pays-Bas -19 ans, 26 mars 2024       |
| DF   | Joaquin Seys           | 28 mars 2005      | 7    | 0    | Club Bruges KV          | 2023   | vs Pays-Bas -19 ans, 26 mars 2024       |
| DF   | Kobe Corbanie          | 10 mai 2005       | 6    | 1    | Royal Antwerp FC        | 2023   | vs Pays-Bas -19 ans, 26 mars 2024       |
| DF   | Renzo Tytens           | 23 juin 2005      | 5    | 0    | Club NXT                | 2023   | vs Pays-Bas -19 ans, 26 mars 2024       |
| DF   | Kyriani Sabbe          | 26 janvier 2005   | 3    | 0    | Club Bruges KV          | 2023   | vs Pays-Bas -19 ans, 26 mars 2024       |
| ML   | Tibe De Vlieger        | 5 novembre 2005   | 3    | 0    | KAA La Gantoise         | 2024   | vs Pays-Bas -19 ans, 26 mars 2024       |
| AT   | Luca Monticelli        | 12 février 2005   | 3    | 0    | Hellas Vérone Primavera | 2023   | vs Pays-Bas -19 ans, 26 mars 2024       |
| AT   | Noah Adedeji-Sternberg | 19 juin 2005      | 2    | 0    | KRC Genk                | 2023   | vs Pays-Bas -19 ans, 26 mars 2024       |
| GB   | Oskar Annell           | 15 février 2005   | 0    | 0    | KV Malines              | 2023   | vs Pays-Bas -19 ans, 26 mars 2024       |
| GB   | Arnaud Dobbels         | 2 février 2005    | 0    | 0    | SV Zulte Waregem        | 2023   | vs Pays-Bas -19 ans, 26 mars 2024       |